# Canobie Lake Park
Koordinaten: 42° 47′ 42″ N, 71° 15′ 1″ W
Canobie Lake Park ist ein amerikanischer Freizeitpark in Salem (New Hampshire), der am 23. August 1902 eröffnet wurde.

## Achterbahnen
| Name              | Typ                                 | Hersteller                     | Eröffnungsjahr |
| ----------------- | ----------------------------------- | ------------------------------ | -------------- |
| Dragon            | Powered Coaster, Familienachterbahn | Zamperla                       | 1991           |
| Untamed           | Stahlachterbahn mit Inversionen     | Gerstlauer Amusement Rides     | 2011           |
| Yankee Cannonball | Holzachterbahn                      | Philadelphia Toboggan Coasters | 1936           |

### Ehemalige Achterbahnen
| Name                   | Typ                             | Hersteller                | Eröffnung        | Schließung             |
| ---------------------- | ------------------------------- | ------------------------- | ---------------- | ---------------------- |
| Canobie Corkscrew      | Stahlachterbahn mit Inversionen | Arrow Dynamics            | 1987             | 2021                   |
| Jr. Roller Coaster     | Kinderachterbahn                | Allan Herschell Company   | die 1970er       | 1984 oder früher       |
| Mammoth Roller Coaster | Holzachterbahn                  | Frederick Ingersoll       | 1902             | zwischen 1933 und 1935 |
| Rockin’ Rider          | Zyklon                          | S.D.C.                    | 1970             | 2004                   |
| Wild Mouse             | Wilde Maus, Hybrid Coaster      | B. A. Schiff & Associates | 1962 oder früher | 1962 oder später       |